# 钟鹟科
钟鹟科（学名：Oreoicidae）是雀形目的一个科，包含以下3属3种：
- 棕颈钟鹟属 Aleadryas
  - 棕颈钟鹟 Aleadryas rufinucha
- 冠林钟鹟属 Ornorectes
  - 冠林钟鹟 Ornorectes cristatus
- 冠钟鹟属 Oreoica
  - 冠钟鹟 Oreoica gutturalis